# Castelnau-de-Médoc
Castelnau-de-Médoc egy francia település Gironde megyében az Aquitania régióban. Lakosainak száma 4850 fő (2022. január 1.).

## Adminisztráció
Polgármesterek:
- 2001–2014 Jean-Claude Durracq
- 2014–2020 Éric Arrigoni

## Demográfia
| Lakosok száma | 1573 | 2621 | 2773 | 3697 | 4153 | 4560 | 4778 | 4804 | 4820 | 4850 |
|               | 1968 | 1982 | 1990 | 2006 | 2013 | 2015 | 2017 | 2019 | 2020 | 2022 |

## Látnivalók
- Saint Jacques-templom
- Château du Foulon

## Testvérvárosok
- Németország Bad Sachsa, 1973 óta